# 九州日本信販
九州日本信販株式会社（きゅうしゅうにっぽんしんぱん）は、福岡県北九州市八幡東区に本社を置くクレジットカード事業者である。通称「九信販」。

## 概要
1957年9月に、株式会社日本信用販売九州営業所として設立。九州地方を地盤とする中堅の信販会社として事業展開し、クレジットカード事業には1971年より参入。
発行規模が少ない独自デザインカードを、ローコスト且つ短い期間での発行を実現した「ウルトラグラフィックカード」や、データベースマーケティングを駆使したカード会員管理システムの構築等、加盟店への小回りの利く対応が特色である。
また、社会貢献活動にも積極的に取り組んでおり、障害者の就労・スポーツ活動、捨て犬・捨て猫の救済、魚鱗癬患者やその家族等に対する支援を、提携カードの発行や社員によるボランティア活動の形で推進している。
尚、旧社名が「株式会社日本信用販売」であり、社標もCマーク中央に「K」の文字という似たデザインのものを使用しているが、一般的に知られたかつての日本信販（現:三菱UFJニコス）の旧社名は「日本信用販売株式会社」であり、三菱UFJ銀行とも取引銀行の一つという以上の繋がりは無く、三菱UFJフィナンシャル・グループ他の三菱グループとは資本の上で一切の関連は無い。

## 沿革[2]
- 1957年9月 株式会社日本信用販売九州営業所として設立。
- 1962年7月 通商産業省に割賦販売斡旋業者を登録する。
- 1963年7月 個品割賦購入斡旋業の取り扱いを開始する。
- 1965年1月 子会社の信販商事を合併する。消費者金融業の取り扱いを開始する。
- 1970年4月 九州日本信販株式会社に商号変更。
- 1971年12月 クレジットクーポンからクレジットカードに制度を変更。
- 1984年2月 貸金業規制法に基づき、貸金業登録。福岡支店開設。
- 1989年8月 JCB提携カードの発行開始。
- 2005年2月 東京支店開設。
- 2007年12月 貸金業法の施行により日本貸金業協会へ加盟。
- 2012年1月 大阪営業所開設。
- 2018年11月 大阪営業所移転及び大阪支店へ名称変更。
- 2019年9月 「Apple Pay」サービス開始。
- 2019年10月 「Google Pay」サービス開始。

## 主なカード
国際ブランドは全てJCB。
- 九信販 あそべるカード（プロパーカード）
- CROSS CLUBカード（福岡（北九州）のFMラジオ局「CROSS FM」との提携カード）
- 浜屋aiカード　（長崎県の地元百貨店「長崎浜屋」との提携カード）2009年12月1日発行開始

## 事業所
- 本社/北九州支店 - 福岡県北九州市八幡東区東田1-6-15
- 福岡支店 - 福岡県福岡市博多区東比恵3-4-2
- 東京支店 - 東京都台東区上野3-14-5
- 情報センター - 福岡県北九州市八幡東区東田1-6-15